# پاریس (کامیونیتی)، ویسکانسین
پاریس (به انگلیسی: Paris) یک منطقهٔ مسکونی در ایالات متحده آمریکا است که در شهرستان کنوشا، ویسکانسین واقع شده‌است. پاریس ۲۳۰٫۱۳ متر بالاتر از سطح دریا واقع شده‌است.